# Ogmodera albovittata
Ogmodera albovittata là một loài bọ cánh cứng trong họ Cerambycidae.